# لویدز (آلاباما)
لویدز (به انگلیسی: Lloyds) یک منطقهٔ مسکونی در ایالات متحده آمریکا است که در شهرستان موبایل، آلاباما واقع شده‌است. لویدز ۳٫۰۵ متر بالاتر از سطح دریا واقع شده‌است.